# Heimwehr
Heimwehr je bila avstrijska paravojaška organizacija, ki je bila ustanovljena leta 1920.
Bila je nacionalistično usmerjena in je nasprotovala parlamentarni demokraciji, socializmu ter marksizmu. Nekatere struje so nasprotovale nacizmu in gojile avstrofašizem, druge pa so nacizem podpirale. Člani so v 1920. in 1930. letih sodelovali v različnih spopadih z levičarskimi in tujimi skupinami.
Kljub protidemokratični usmeritvi je organizacija ustanovila politično krilo Heimatblock (»domovinski blok«), ki je bil blizu konzervativni Krščanski socialni stranki in je v prvi polovici 1930. let sodeloval v desničarskih vladah kanclerjev Carla Vaugoina ter Engelberta Dollfußa. Leta 1936 je bil Heimwehr priključen tarkrat edini dovoljeni stranki, Domovinski fronti, kasneje pa Frontmiliz, skupini paravojaških enot, ki je leta 1937 postala del avstrijskih oboroženih sil.